# Celulóza
Celulóza (chemický název celulosa) je polysacharid sestávající z beta-D-glukózy. Jednotlivé glukózové jednotky jsou spojené glykosidovou vazbou β-1,4 a tvoří dlouhé, nerozvětvené řetězce, které jsou zcela nerozpustné ve vodě. Celulóza je hlavní stavební látkou rostlinných primárních buněčných stěn a spolu s ligninem a hemicelulózami se podílí na stavbě sekundárních buněčných stěn; celulóza je nejrozšířenějším biopolymerem na zemském povrchu, ročně jí vzniká až 1,5×109 tun. Mimo to se však vyskytuje i u některých živočichů, konkrétně u pláštěnců (Tunicata).
Termín celulóza se také velmi často nesprávně používá pro označování papírenského polotovaru, který je směsí celulózy, hemicelulóz a zbytků ligninu a pro nějž papírenský průmysl již od první republiky používá termín „buničina“.

## Struktura a funkce v buněčné stěně
Struktura celulózy je vytvářena nerozvětvenými řetězci asi 500 jednotek D-glukózy. Dlouhé nevětvené polymery celulózy v buněčných stěnách rostlin vytváří vyšší struktury – mikrofibrily. To jsou v tahu velmi pevná vlákna složená z mnoha molekul celulózy spojovaných vodíkovými můstky. Obvykle však není celulóza jedinou složkou buněčných stěn, ty totiž obsahují mezi mikrofibrilami i např. xyloglukany, pektiny a případný lignin.
Uspořádání mikrofibril určuje směr růstu buňky. Pokud jsou v části uspořádány rovnoběžně, buňka roste ve směru kolmém vzhledem ke směru mikrofibril.
Syntézu celulózy (z aktivované formy glukózy, tzv. UDP-glukózy) provádí enzym celulóza syntáza (CESA), který je součástí membrány rostlinné buňky. Je to velký komplex, který zároveň syntetizuje vždy 36 vláken. Ty se okamžitě spojují do kompaktní mikrofibrily a vytváří vazby s buněčnou stěnou. Pohyb komplexu plazmatickou membránou určuje směr uložení mikrofibrily ve stěně.

## Význam v přírodě
Většina živočichů nemá enzymy, které by dokázaly rozštěpit β-1,4 vazby mezi jednotlivými glukózovými jednotkami. Proto je pro ně celulóza nestravitelná a v potravě tvoří vlákninu, která projde trávicím traktem a společně se střevními bakteriemi tvoří výkaly.
Známým příkladem živočicha, který celulózu dokáže trávit, je hlemýžď zahradní.
Také bakterie mají schopnost celulózu štěpit a metabolizovat. Při hydrolytickém štěpení celulózy vznikají různé štěpné produkty (cellopentóza, cellotetróza, cellotrióza, cellobióza) až po glukózu. Býložravci tedy často hostí ve své trávicí trubici symbiotické bakterie, které celulózu buněčných stěn rozštěpí a umožní tak býložravci zužitkovat energii, která je v ní uložena. Nejznámější jsou bezesporu termiti nebo přežvýkavci, kteří dokážou symbiotických bakterií využít nejlépe. Celulózu jsou schopny rozkládat také dřevokazné houby.

## Využití
Celulóza se pro komerční účely izoluje ze dřeva odstraněním ostatních složek (lignin, hemicelulóza, oleje aj.). Celulózové vlákno se používá v papírenském a textilním průmyslu. Celulóza je hlavní složkou buničiny, z níž se vyrábí papír, a rostlinných vláken z bavlny, lnu a konopí; jejím derivátem jsou umělá vlákna, jako je acetát celulózy nebo viskóza, surovina k výrobě umělého hedvábí nebo celofánu. Nitrací celulózy vzniká nitrocelulóza, známá také jako střelná bavlna.
Mez pevnosti v tahu se u obyčejného papíru (z vláken v průměru desítek mikrometrů) pohybuje v jednotkách MPa. Pokud je ale vyroben z vláken celulózy o průměru desítek nanometrů, tak se pevnost zvýší na stovky MPa.

### Xantoghenát celulózy (viskóza)
- Výroba: Monosacharid + NaOH + CS2 → xantoghenát + H2O
- Použití: výroba celofánů a viskózního hedvábí